# Dota Pro Circuit 2018—2019
Dota Pro Circuit 2018/19 — 2-й сезон серии профессиональных соревнований по Dota 2, определивший 12 из 18 участников The International 2019, основного турнира по игре в сезоне 2018/19. Состоял из 10 турниров организованными с 29 октября 2018 года по 30 июня 2019 года партнёрами Valve. Первую строчку в рейтинге сезона заняла команда «Team Secret», набравшая 14 400 очков.

## Изменения

### Распределение и закрепление очков
| Место | Тип турнира | Тип турнира |
| Место | Major       | Minor       |
| ----- | ----------- | ----------- |
| 1     | 4950        | 120         |
| 2     | 3000        | 100         |
| 3     | 2100        | 90          |
| 4     | 1350        | 70          |
| 5-6   | 900         | 40          |
| 7-8   | 450         | 20          |
| 9-12  | 150         | 0           |
| 13-16 | 75          | 0           |
| Итог  | 15 000      | 500         |

В сезоне 2017/18 очки стали закрепляться не за игроками а за конкретной командой, то есть теперь при переходе игрока из одной команды в другую, последней очки не передаются. И так как очки теперь закреплены за конкретной командой, каждый трансфер уменьшает количество текущих очков команды на 20 %, но состав разрешено менять неограниченное количество раз. При участии в турнирах серии с незарегистрированным составом, команда получает на 40 % меньше очков. В отборочных этапах турниров сезона должно участвовать как минимум 4 из 5 зарегистрированных игроков.

### Количество турниров в сезоне
По сравнению с предыдущим сезоном DPC уменьшилось количество проводимых турниров. Сезон 2018/19 состоял из 10 турниров — пяти главных (англ. major) и пяти второстепенных (англ. minor) вместо 22 (9 основных и 13 второстепенных). Это уменьшило плотность календаря, позволив командам проводить тренировочные сборы между турнирами серии. Однако, по мнению руководителя турнирного оператора Beyond the Summit Дэвида «LDeeep» Гормана, сокращение сезона оказывает негативное влияние на развитие полупрофессиональной сцены.
|                                                              | With all the crazy DPC schedule overlaps, there were lots of opportunities to make your mark. Now, DPC events have more leverage, & T1 talent can comfortably work the whole calendar |  | Была масса возможностей отличиться благодаря плотному графику турниров DPC. Теперь же, когда сезон будет более структурированным, тир-1 таланты смогут комфортно работать весь год. |  |
| Дэвид «LDeeep» Горман, руководитель турнирного оператора BTS | |  | |  |

### Квалификация на турниры
Valve запретили турнирным операторам приглашать команды в основную часть турниров. Было допустимо приглашать команды в закрытые квалификации, да и то, согласно актуальному рейтингу DPC. В основной части второстепенных турниров должно быть не меньше 8 команд, на главных — 16. Во второстепенных турнирах как минимум одна команда должна пройти в основной этап из региональной квалификации, а в главных турнирах — как минимум две. Победитель второстепенного турнира гарантирует себе место на следующем главном турнире серии и получает очки либо за победу на турнире, либо за квалификацию на главный турнир — в зависимости от того, за что положено наибольшее количество очков.

## Календарь сезона
На главных турнирах разыгрывалось по 15 тыс. очков и 1 млн долларов призовых, на второстепенных — распределено по 500 очков и 300 тыс. долларов.
| Дата                  | Турнир                           | Формат         | Место        | Турнирный оператор  | Победитель        |
| 2018                  | 2018                             | 2018           | 2018         | 2018                | 2018              |
| --------------------- | -------------------------------- | -------------- | ------------ | ------------------- | ----------------- |
| 29 октября — 4 ноября | DreamLeague Season 10            | Второстепенный | Стокгольм    | DreamHack           | Tigers            |
| 9—18 ноября           | The Kuala Lumpur Major           | Основной       | Куала-Лумпур | PGL                 | Virtus.pro        |
| 2019                  |                                  |                |              |                     |                   |
| 9—13 января           | The Bucharest Minor              | Второстепенный | Бухарест     | PGL                 | EHOME             |
| 19—27 января          | The Chongqing Major              | Основной       | Чунцин       | StarLadder          | Team Secret       |
| 7—10 марта            | StarLadder ImbaTV Minor Season 1 | Второстепенный | Киев         | StarLadder          | Vici Gaming       |
| 14—24 марта           | DreamLeague Season 11            | Основной       | Стокгольм    | DreamHack           | Vici Gaming       |
| 22—28 апреля          | OGA Dota PIT Minor               | Второстепенный | Сплит        | DOTAPIT             | Ninjas in Pyjamas |
| 4—12 мая              | MDL Disneyland® Paris Major      | Основной       | Париж        | MDL                 | Team Secret       |
| 12—16 июня            | StarLadder ImbaTV Minor Season 2 | Второстепенный | Киев         | StarLadder          | Ninjas in Pyjamas |
| 22—30 июня            | Epicenter Major                  | Основной       | Москва       | Epic Esports Events | Vici Gaming       |

## Итоги сезона
| №  | Команда           | О      |
| -- | ----------------- | ------ |
| 1  | Team Secret       | 14 400 |
| 2  | Virtus.pro        | 13 500 |
| 3  | Vici Gaming       | 11 250 |
| 4  | Evil Geniuses     | 6 825  |
| 5  | Team Liquid       | 5 820  |
| 6  | PSG.LGD Gaming    | 5 040  |
| 7  | Fnatic            | 2 880  |
| 8  | Ninjas in Pyjamas | 2 620  |
| 9  | TNC Predator      | 2 046  |
| 10 | OG                | 1 218  |
| 11 | Alliance          | 1 179  |
| 12 | Keen Gaming       | 1 140  |

### Закрытые квалификации TI9
Команды, которые приняли участие в турнирах серии Dota Pro Circuit, но не попали в групповой этап The International 2019 напрямую, получили места в закрытой квалификации своих регионов.